# ハインケル He111
He 111
飛行するHe 111
- 用途：爆撃機
- 分類：軽爆撃機
- 設計者：ギュンター兄弟
- 製造者：ハインケル・フルークツォイクヴェルケ社
- 運用者

  -  ドイツ国（ドイツ空軍）
  - その他の運用者
- 初飛行：1935年2月24日
- 生産数：6,508機[1]
- 生産開始：1935年
- 運用開始：1935年
- 退役

  - 1945年5月（ドイツ空軍）
  - 1958年（スペイン）[2]
- 運用状況：退役
- 派生型：2.111

He 111（Heinkel He 111）は、第二次世界大戦前から大戦終了まで、ドイツの航空機メーカーのハインケルが製造し、ドイツ空軍が使用していたレシプロ双発爆撃機。

## 概要
ドイツはヴェルサイユ条約の規制のため、戦闘機などの開発を民間機の名目で行っており、He 111も民間用輸送機として開発が進められていた。まずは民間用にC型が開発された。このC型を元に軍用機も研究、開発が進められた。
こうして開発された機体He 111 A型は当初、重量過多により巡航速度が予定の数値を大きく下回り、「期待はずれの落第機」の烙印を押されたが、その後DB 600 Aエンジンを搭載したB型が開発され、この機から実戦配備された。ドイツ空軍の「爆撃機の高速化」のコンセプトにも基づいており、当時の爆撃機としては高速であった。
He 111は楕円翼を持つ。機体内にある爆弾倉は2つの区画に分かれており、爆弾は弾頭を上に向けて垂直に8発搭載するという、独特の構造をしている。また、機体腹部に、爆弾倉のものより大型の爆弾なども搭載できる。機首部と腹部のゴンドラに自衛用の銃座を備える。このゴンドラは、敵戦闘機の格好の餌食となったため、「死のベッド」と俗称された。
初めは、操縦席の風防と爆撃手の風防が独立した、段差のある機首であったが、P型以降は、これらが一体となった「全視界操縦席」と呼ばれる全面ガラス張りの風防に変更され、機体上部に銃座が追加された。最終的にH型まで改良された。主翼の構造を変更したり、胴体全面を完全に作り変える等、基本的な改修も行われた。その一方、Ju 88 は次々と生産される間に、基本構造が実質的に変更されていないことは、原型の設計がいかに優れたものであったかを示している。
変わった機体として、大型輸送グライダーMe 321の曳航用に、2機の機体を主翼で横に繋ぎ合わせ、新設した中央翼に発動機を追加した5発双子機であるZ（Zwilling、ドイツ語で双子の意）型が製造された。これはMe 321の運用にBf 1103機によるトロイカ式の曳航が危険なため、考案された解決法であったが、間もなくMe 321自体がモーターグライダー化して自航可能になったMe 323に発展したため、生産数はあまり多くはない。

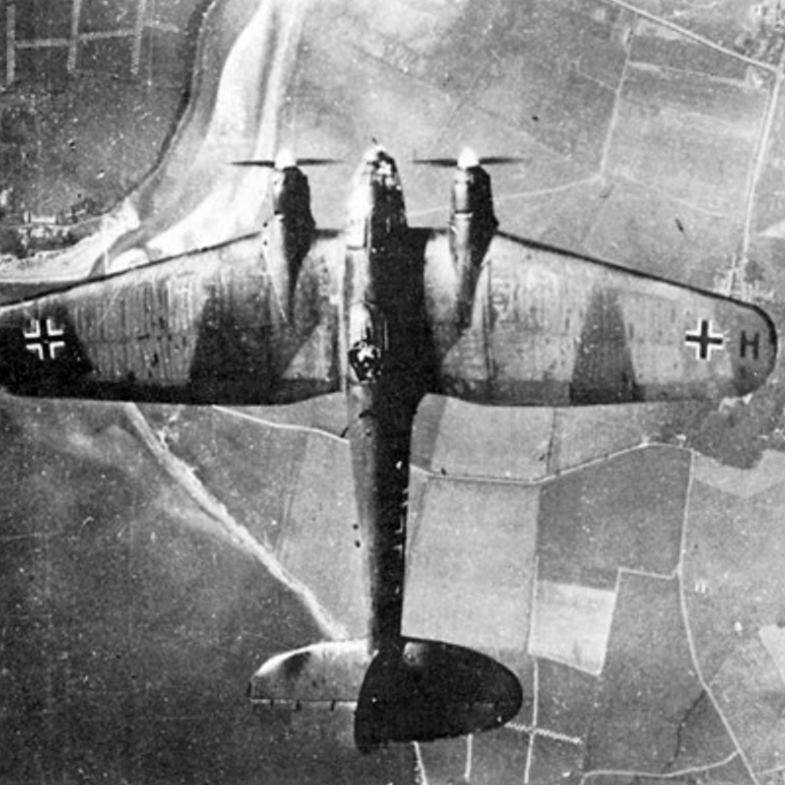
上から見たHe 111 H。楕円翼の形状がわかる。
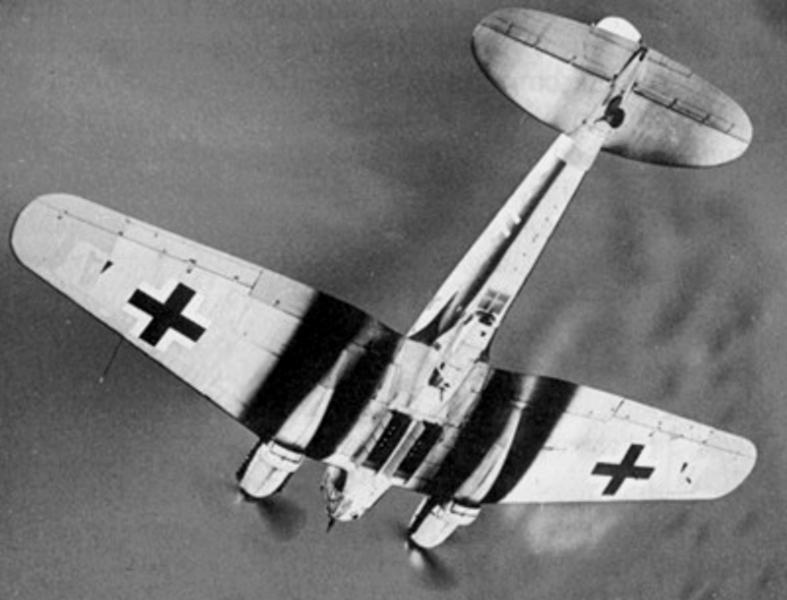
爆弾倉を開いたHe 111 H。爆弾倉の区画が2つに分かれている。
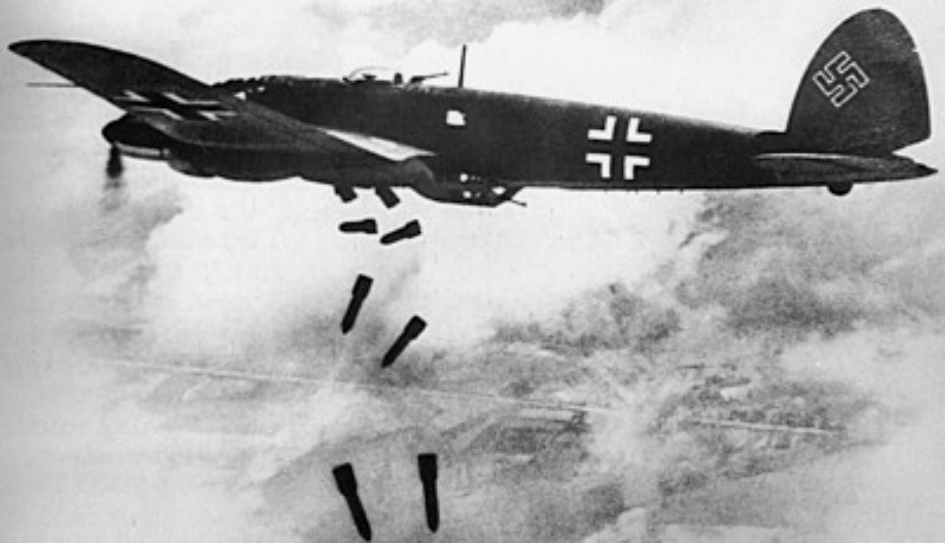
爆弾を投下するHe 111 H。弾頭を上にして搭載されていた爆弾が、投下後に弾頭が下を向いている。

## 実戦
1937年 - 1939年のスペイン内戦で、実戦投入され、一定の戦果を挙げる。
また同時期に、日独伊防共協定を結んでいた大日本帝国で、日中戦争（支那事変）が勃発。大日本帝国陸軍は、旧式化した九三式重爆撃機に対し、新鋭後継機である九七式重爆撃機の配備が充足していなかったため、中継ぎの爆撃機を海外から輸入して対応する計画を立て、He 111の輸入を希望したが、ドイツ軍部が反対したために実現しなかった。
その後勃発した第二次世界大戦では、1939年のポーランド侵攻や1940年のフランス戦など、大戦当初は主力機として活躍したが、爆弾の大型化に伴い速度が低下し、また防禦力も低かったため、バトル・オブ・ブリテンでは大損害を被った。
以降、東部戦線を除いて昼間爆撃任務の殆どはJu 88が行うようになり、He 111は夜間爆撃機、ミサイル母機や偵察機、雷撃機として活躍した。東部戦線でも1943年頃からHe 111の爆撃任務は夜間に限定されるようになった。1942年にはスターリングラード攻防戦で包囲された友軍への空中補給任務を行い、大戦末期にはほとんど輸送機として任務に就いた。
1942年に後継機のHe 177が登場したが、技術的問題で初期不良が多発したため稼働率は低く、He 111は既に旧式化していたものの1944年まで製造された。
大戦前に中華民国へ輸出され、大戦中にはドイツと同盟関係にあった枢軸国にも供与された。
大戦末期には、スペインが、CASA 2.111としてライセンス生産し、大戦後も1973年まで使用された（後述）。
なお、1941年にヴェルナー・メルダースが事故死した際に乗っていたのもHe111である。メルダースは、自殺したエルンスト・ウーデットの葬儀に向かう途中で事故に巻き込まれた。

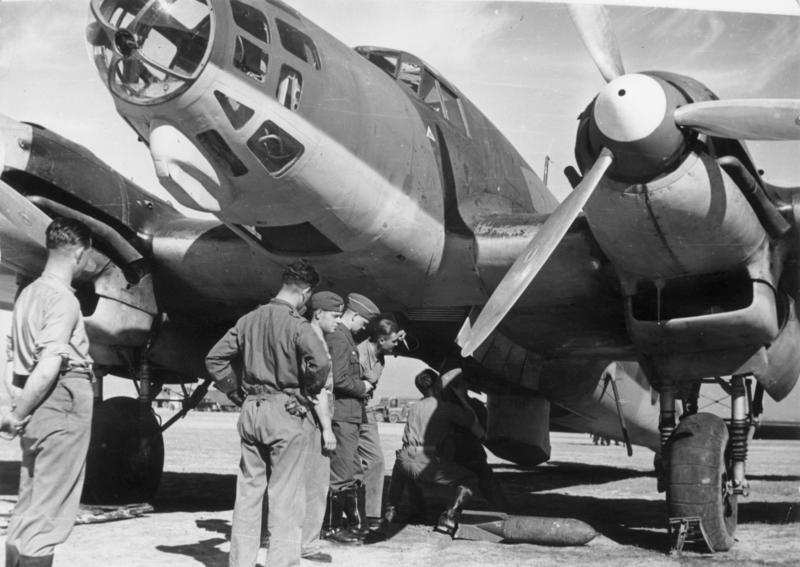
爆弾の搭載作業が行われているコンドル軍団のHe 111 E（1939年）。
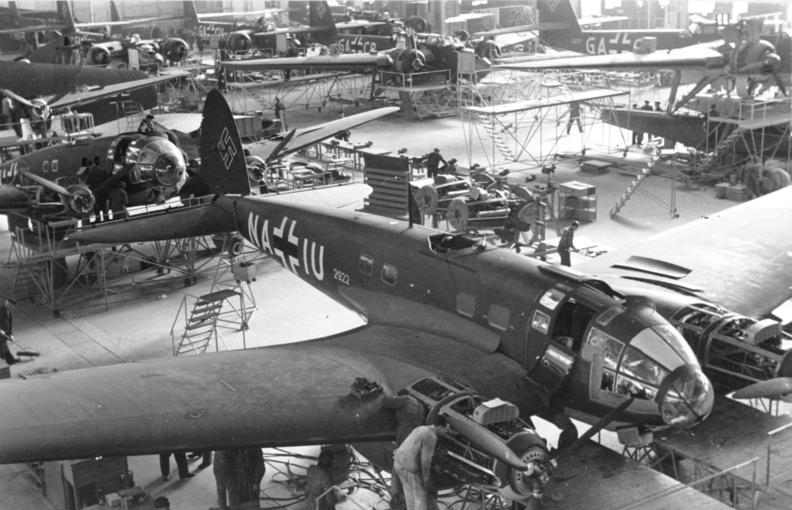
工場で生産されるHe 111 P-4（1939年）。
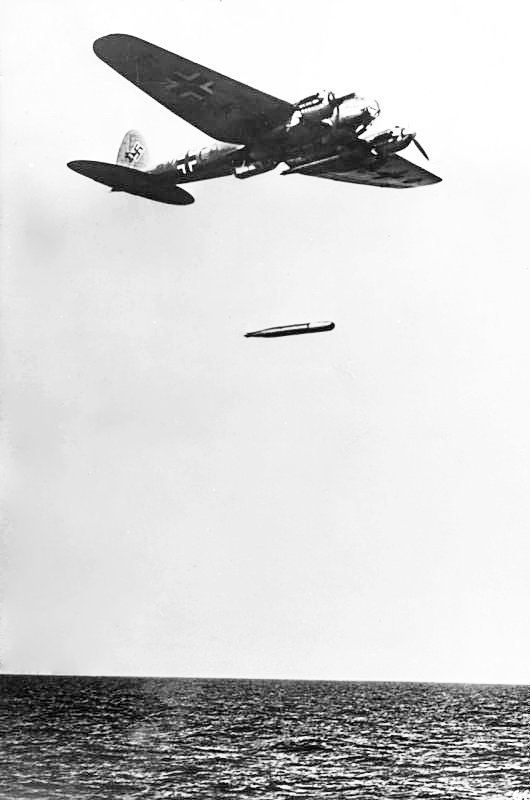
魚雷を投下するHe 111 H。
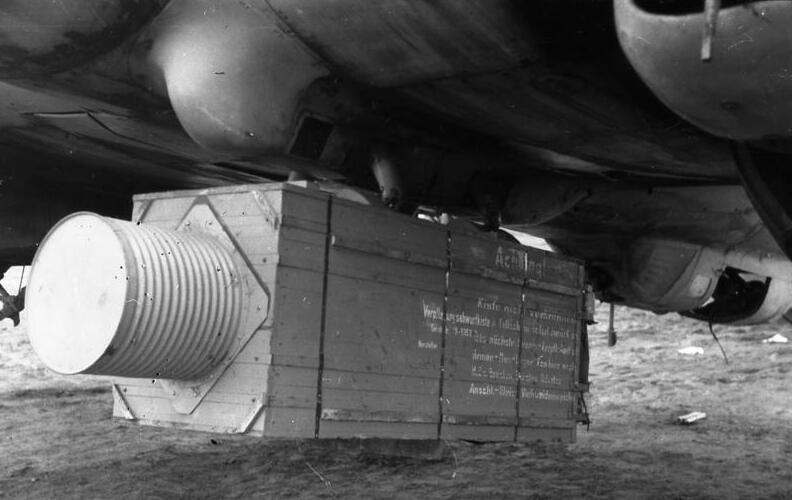
腹部にパラシュート式の食料物資投下箱を吊り下げたHe 111。
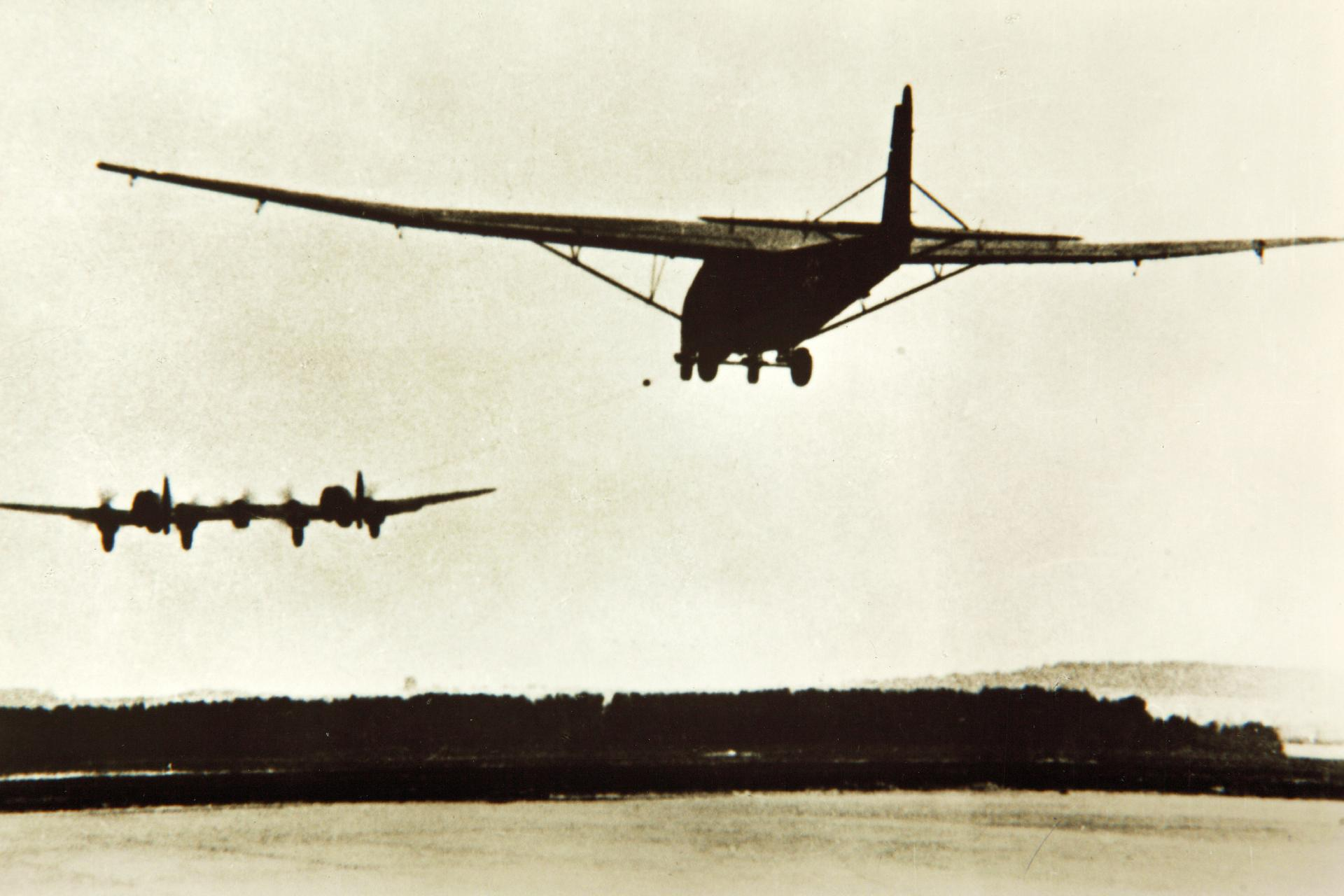
Me 321を曳航するHe 111 Z-1。

## CASA 2.111

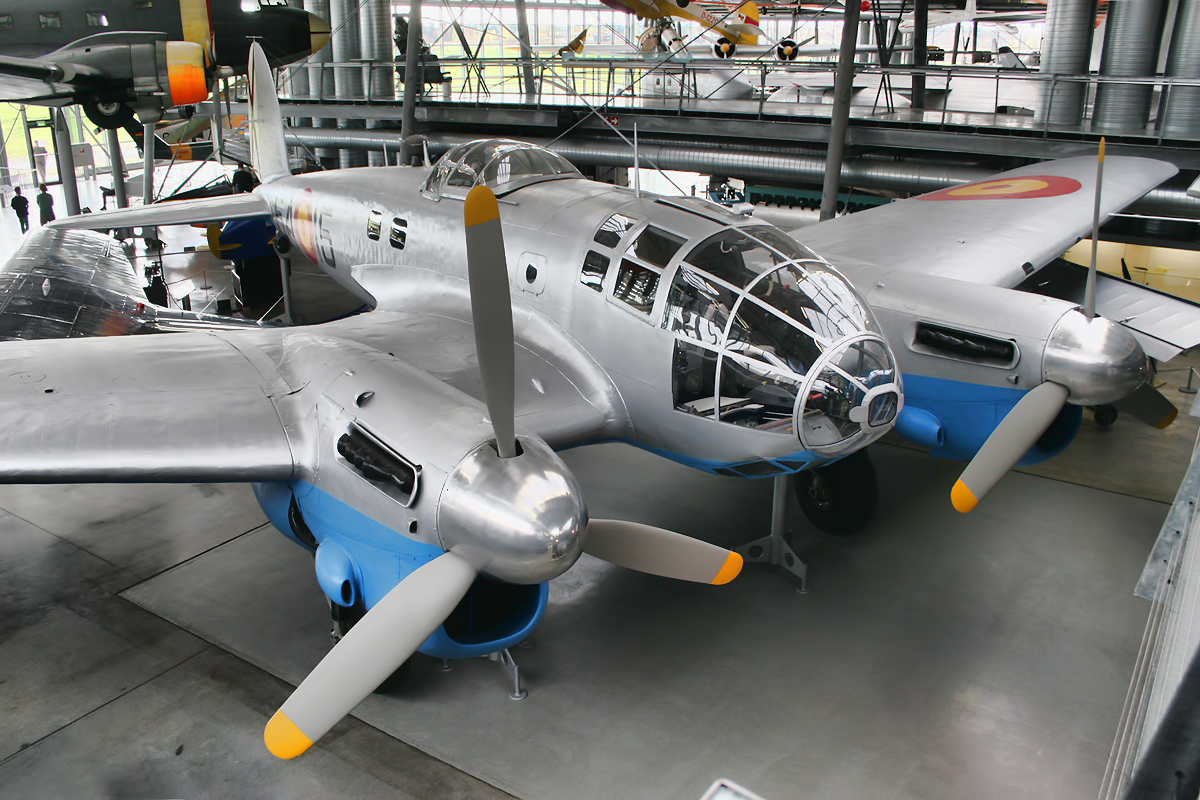
マーリン500-20エンジンに変更されたCASA 2.111 B。

CASA 2.111は、スペインの航空機メーカーのコンストルクシオネス・アエロナウティカス S.A.社（CASA）がライセンス生産したHe 111である。
He 111 H-16が基となっている。1945年5月23日に初飛行。1956年までに236機が製造された。
初期の機体のエンジンは、オリジナルと同じくユモ 211 F-2（1,350hp）を搭載した。しかし、ドイツの敗戦により製造元のユンカースは軍用品の製造を禁止されたため、消耗部品の調達ができずにエンジンの整備が困難な状況に陥った。そのため、1953年より製造された機体からは、部品の入手が容易なロールス・ロイス製の民間用エンジンマーリン 500-20（1,500hp）を搭載するようになった。エンジン変更により、エンジンカウルとエアインテークの形状が変わった。
実戦では、1957年 - 1958年に、モロッコとのイフニ戦争で近接航空支援として投入された。
1973年に全機退役した。退役した機体の中には、第二次世界大戦を題材とした戦争映画にHe 111として、ドイツ空軍の塗装に変更されたうえで撮影に使用されているものもある。

## 派生型
He 111 a
原型1号機。He 111 V1とも呼称。BMW VI6エンジン搭載。
He 111 V
原型機。正式にはHe 111 V2のように製造（計画）順に番号が付与された。
He 111 A-0
原型He 111 V3を基にした機体。10機製造。ドイツでは不採用となり、全て中華民国へ売却された。
He 111 B-0
ドイツ空軍に採用された爆撃機型生産前機。DB 600 Aエンジン搭載。
He 111 B-1
最初の爆撃機生産型。DB 600 AaまたはDB 600 Cエンジン搭載。爆弾は1,500kgまで搭載可能。
He 111 B-2
過給機付きのDB 600 CGエンジン搭載。全備重量を引き上げた機体。
He 111 C-0
民間向け機体。うち2機は秘密偵察任務に従事した。
He 111 D-0
DB 60 0Gaエンジン搭載の生産前機。
He 111 D-1
生産型。DBエンジンの不足により生産数はごく少数に止まった。
He 111 E-0
ユモ 211 A-1エンジン搭載の生産前機。爆弾搭載量は1,700kg。
He 111 E-1
E-0型同様の生産前機。構造強化により爆弾搭載量を2,000kgに引き上げた。
He 111 E-3
ユモ 211 A-3エンジン搭載の生産型。機体内部に小変更あり。爆弾は内部搭載のみ。
He 111 E-4
生産型。爆弾の一部を外部搭載可能とした機体。
He 111 E-5
E-4型の内部に追加燃料タンクを装備した機体。
He 111 F-0
主翼の設計を変更した生産前機。エンジン、装備はE型とほぼ同じ。
He 111 F-1
生産型。24機がトルコへ売却された。
He 111 F-2
F-1型とは、無線装置の設置場所が違う。20機製造。
He 111 F-3
偵察機型。計画のみ。
He 111 F-4
生産型。E-4型と同じ爆弾搭載配置を持つ。
He 111 G-0
主翼の設計を変更した輸送機型。
He 111 G-3
BMW 132 Dcエンジンを搭載。
He 111 G-4
G型の機体にDB 600 Gエンジンを搭載したもの。軍幹部専用輸送機として使用された。
He 111 G-5
トルコ空軍向けの機体。5機製作。DB 600 Gaエンジンを搭載した。
He 111 L
G-3型の民間輸送機向けの呼称。
He 111 J-0
DB 600 CGエンジン搭載。外部への爆弾搭載のみの生産前機。
He 111 J-1
当初は雷撃機として開発されたJ-0型生産機。爆撃専用機として完成した。
He 111 P-0
機首部のデザインを変更し、背面に銃座を追加。ユモ 210 Gaエンジン搭載の生産前機。
He 111 P-1
生産型。自衛火器としてMG 15を3挺搭載。DB 601 A-1エンジン搭載。
He 111 P-2
P-1型に似るが、搭載する無線装備が異なる。
He 111 P-3
P-1型・P-2型を、複操縦装置付き練習機に改修した機体。
He 111 P-4
防御武装・搭載燃料追加、機体外部の爆弾搭載量が増加した改良型。
He 111 P-6
DB 601 Nエンジン搭載。爆弾は機内搭載。
He 111 P-6/R2
グライダー曳航機。
He 111 H-0
ユモ 211 A-1エンジンを搭載した生産前機。
He 111 H-1
ユモ 210 Gaエンジン搭載したP-0型の生産型。
He 111 H-2
H-1型に似るが、ユモ 211 A-3エンジン搭載の機体。
He 111 H-3
腹部に20mm機関砲を搭載した対艦攻撃機型。ユモ 211 Dエンジン搭載。
He 111 H-4
エンジンは最初はユモ 211 D-1が搭載されたが、途中からユモ 211 F-1が搭載されるようになった。
He 111 H-5
爆弾搭載量を2,500kgに増加させた機体。
He 111 H-6
魚雷搭載能力を付与した機体。腹部の銃座を撤去。機体ユモ211F-1エンジン搭載。
He 111 H-7
H-6型を基にした夜間爆撃機型。機首部に阻塞気球を破壊するワイヤーカッターを装備。
He 111 H-8
H-3型・H-5型の機首部に阻塞気球破壊用ワイヤーカッターを装備した機体。
He 111 H-8/R2
He 111 H-9
H-6型の機首部に阻塞気球破壊用ワイヤーカッターを装備した機体。
He 111 H-10
20mm機関砲を機首部に移動させた、H-6型の改良型。ユモ 211 F-2エンジン搭載。
He 111 H-11
武装・装甲強化型。背面に密閉型銃座を搭載している。
He 111 H-11/R1
He 111 H-11/R2
He 111 H-12
Hs 293 A搭載型。腹部の銃座を撤去した。
He 111 H-14
H-10型を爆撃先導機に改修した機体。
He 111 H-14/R2
グライダー曳航機。
He 111 H-15
無線誘導滑空爆弾BV 246搭載型。
He 111 H-16
標準の爆撃機型。
He 111 H-16/R1
He 111 H-16/R2
グライダー曳航機。
He 111 H-16/R3
爆撃先導機。
He 111 H-18
H-16/R3型を基に、排気炎減衰管を採用した爆撃先導機。
He 111 H-20
グライダー曳航機。
He 111 H-20/R1
降下猟兵を16名搭載できる輸送機型。
He 111 H-20/R2
貨物輸送機型。
He 111 H-20/R3
夜間爆撃機。
He 111 H-20/R4
He 111 H-21
H-20/R3を基に、ユモ 213エンジン搭載した機体。
He 111 H-22
V1飛行爆弾の空中発射母機。
He 111 H-23
H-20型に似るが、ユモ 213 A-1エンジンを搭載の機体。落下傘部隊の降下作戦のために制作された。
He 111 R
高高度爆撃機型。計画のみ。
He 111 U

He 119V4が速度記録を作ったときのドイツ宣伝省がつけた偽装名称。
He111 Z-1
グライダー曳航用の双子機。ユモ 211 F-2エンジンを5基搭載。
He 111 Z-2
Z-1型に似た長距離爆撃機で、計画のみ。Hs 293を4発搭載する予定だった。
He 111 Z-3
Z-1型の長距離偵察機型。
CASA 2.111 A
スペインでライセンス生産されたHe111 H-16。ユモ 211 F-2エンジンを搭載した通常爆撃型。
CASA 2.111 C
A型を基にした偵察爆撃機型。
CASA 2.111 F
A型を基に複操縦装置を搭載した練習機型。
CASA 2.111 B
ロールス・ロイス製のマーリン 500-20エンジンを搭載した通常爆撃型。
CASA 2.111 D
B型を基にした偵察爆撃機型。
CASA 2.111 E
B型を基に乗員を9名に増やした輸送機型。

## 運用国
- ドイツ国（ドイツ空軍・ルフトハンザドイツ航空：12機）
- 中華民国（中華民国空軍・中央航空公司）
- トルコ（トルコ空軍）
- ルーマニア王国（ルーマニア空軍）
- ブルガリア（ブルガリア空軍）
- チェコスロバキア（チェコスロバキア空軍）
- スロバキア共和国（スロバキア空軍）
- ハンガリー王国（ハンガリー空軍）
- スペイン（スペイン空軍）
- ソビエト連邦（赤色空軍：鹵獲機を運用）
- イギリス（イギリス空軍：鹵獲機を試験運用）
- アメリカ合衆国（アメリカ陸軍航空軍：鹵獲機を試験運用）

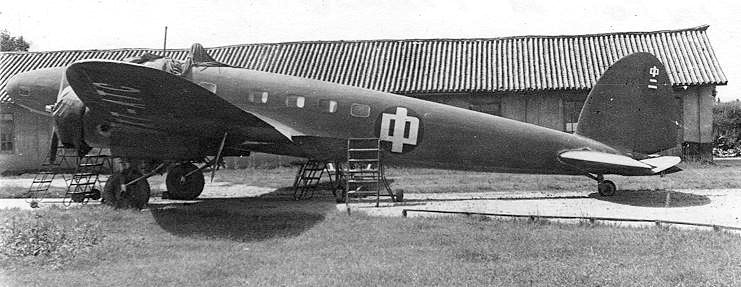
中央航空公司のHe 111 A-0。
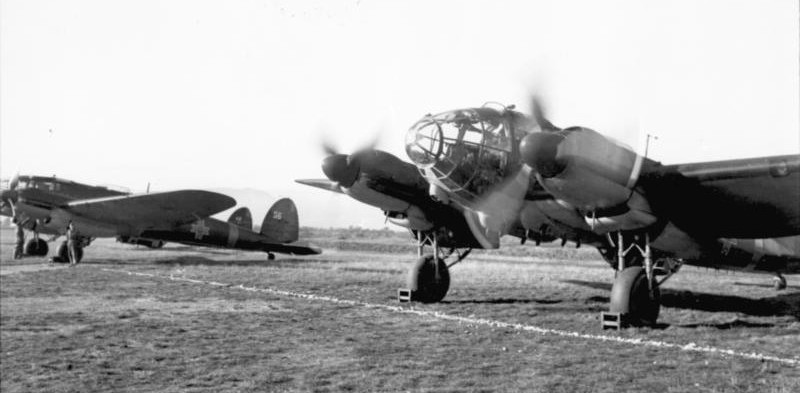
ルーマニア空軍のHe111 H（1942年）。
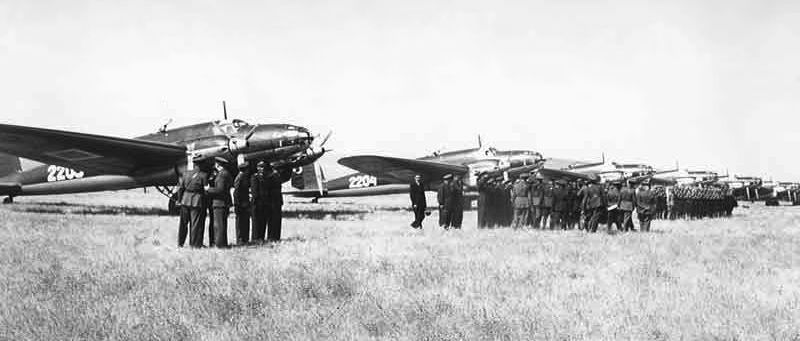
トルコ空軍で使用されるHe 111 G-5。
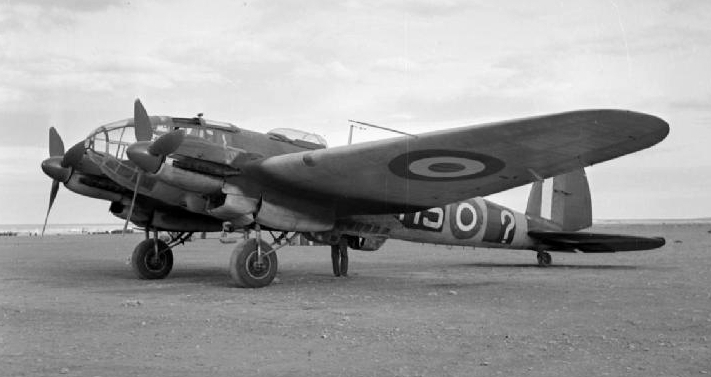
イギリス空軍に鹵獲されたHe 111 H（1942年・リビア）

## 諸元
He 111H-6
出典: Jane's Fighting Aircraft of World War II
諸元
- 乗員: 4名（操縦手、観測手（爆撃手兼副操縦手兼機首銃手）、無線手兼上部銃手、ゴンドラ銃手）
- 全長: 16.4 m （54 ft 6 in）
- 全高: 3.9 m （13 ft 9 in）
- 翼幅: 22.5 m（74 ft 3 in）
- 翼面積: 86.5 m2 （942 ft2）
- 空虚重量: 7,720 kg （17,000 lb）
- 運用時重量: 12,030 kg （26,500 lb）
- 最大離陸重量: 14,075 kg （31,000 lb）
- 動力: ユモ 211 F-1 液冷V型12気筒エンジン、986 kW （1,300 hp）   × 2

性能
- 最大速度: 400 km/h （250 mph）
- 航続距離: 2,800 km （1,521 海里, 1,750 マイル）
- 実用上昇限度: 8,390 m （27,500 ft）
- 上昇率: 5,185 mまで20分 （17,000 ft）
- 翼面荷重: 137 kg/m2 （28.1 lb/ft2）
- 馬力荷重（プロペラ）: .082 kW/kg （.049 hp/lb）

武装
- *固定武装：7.92mm MG15またはMG81機関銃 7門
  - 後に以下の火器と換装。
    - 20mm MG FF機関砲 × 1
    - 13mm MG131機関銃 × 1

He 111 H-1 三面図

- 搭載爆弾：2000kg（4,400 lb）胴体内搭載 もしくは 外部2000kg及び胴体内500kg（1,100 lb）搭載

## 現存する機体
- 番号はWerk Number(WkNr.)。
- CASA 2.111の現存機はCASA 2.111#現存する機体を参照。

| 型名       | 番号   | 機体写真 | 国名       | 所有者                         | 公開状況 | 状態     | 備考                             |
| ---------- | ------ | -------- | ---------- | ------------------------------ | -------- | -------- | -------------------------------- |
| He 111P-2  | 1526   |          | ノルウェー | ノルウェー軍機コレクション     | 公開     | 静態展示 |                                  |
| He 111E-3  | 2940   |          | スペイン   | スペイン航空宇宙博物館         | 公開     | 静態展示 | コンドル軍団の塗装がされている。 |
| He 111H-20 | 701152 |          | イギリス   | イギリス空軍博物館ロンドン館   | 公開     | 静態展示 |                                  |
| He 111H-?  | ?????? |          | ロシア     | 空軍中央博物館                 | 公開     | 静態展示 | 撃墜された機体の残骸。           |
| He 111?-?  | ?????? |          | イギリス   | ダックスフォード帝国戦争博物館 | 公開     | 静態展示 | 垂直尾翼のみ現存。               |

## 登場作品

### 映画
『ダンケルク』
ドイツ空軍機が登場。グレートブリテン島に40万人のイギリス人将兵を脱出させる「ダイナモ作戦」を実行中のイギリス海軍艦艇を空爆し、作戦援護の為イギリス本土からダンケルクへと向かってきたスピットファイアと交戦し撃墜された。墜落の際、被爆し沈没していく駆逐艦から漏れ出た重油の浮いている海に突っ込んだため、あたり一面が火の海と化し、駆逐艦に乗艦していた軍人らが多数焼け死んだ。

### 漫画
『こちら葛飾区亀有公園前派出所』
Z型に乗る双子の刑事・灰無蹴流刑事（ハインケルけいじ）が登場。3機合体させたHe111に乗る「悪党の3ツ子」を追って東京にやってくる。
『レディス♥アン』
早坂未紀の漫画。シリーズの一編「聖バレンタインの脱出」に秘匿されていた本機が登場。レストアされてミッションスクールからの脱走に使用される。ドラッグシュートも装備されている。

### アニメ
『セントールの悩み』
アニメ版第9話に登場。爆撃シーンでは垂直式爆弾倉の描写もある。

### ゲーム
『R.U.S.E.』
ドイツの爆撃機として登場。
『War Thunder』
ドイツツリーにH-3、H-6、H-16が登場。なお、H-3は固定武装が全てMG15、H-6は誘導爆弾のフリッツXを搭載可能。
『コール オブ デューティ:ユナイテッド オフェンシブ』
3機編隊3個の計9機を迎撃するミッションがある。